# Падерборн/Липпштадт (аэропорт)
Аэропорт Падерборн Липпштадт (нем. Flughafen Paderborn Lippstadt) (ИАТА: PAD, ИКАО: EDLP) — небольшой международный аэропорт, расположенный в немецкой земле Северный Рейн-Вестфалия. Хотя название подразумевает расположение в городе Падерборн или Липпштадт, на самом деле аэропорт расположен недалеко от города Бюрен, примерно в 18 км от центра города Падерборн. В основном он обслуживает рейсы в туристические направления.

## История
Аэропорт Падерборн Липпштадт открылся в 1971 году.
Терминал предлагает несколько удобств для путешественников: туристические агентства, ресторан, магазины, агентства по аренде автомобилей и зал ожидания. На перроне есть пять стоек для самолетов среднего размера, таких как Airbus A320, три из которых оснащены реактивными мостами. Есть также несколько стендов для небольших самолетов авиации общего назначения.
В аэропорту находится конференц-центр с несколькими конференц-залами, а в октябре 2006 года здесь была открыта гостиница. В непосредственной близости расположен промышленный парк с несколькими компаниями. В 2010 году через аэропорт прошло 1,03 миллиона человек. С тех пор количество пассажиров уменьшается. В сентябре 2015 года немецкая авиакомпания Condor объявила о прекращении всех операций в аэропорту. Все десять круглогодичных и сезонных маршрутов в пункты назначения по Средиземноморью прекратились к 26 октября 2015 года.
В январе 2019 года Adria Airways объявила о прекращении своих операций в аэропорту, которые состояли из маршрутов в Лондон (который уже прекратился в конце 2018 года), Вену и Цюрих. В октябре 2019 года Lufthansa объявила о прекращении полетов в аэропорт Франкфурта к марту 2020 года, в результате чего Падерборн / Липпштадт останется соединенным с единственным хабом, аэропортом Мюнхена.
В августе 2020 года компания аэропорта объявила о своем намерении объявить о банкротстве, сохранив при этом деловую активность после пандемии COVID-19.

## Авиакомпании и направления
Следующие авиакомпании выполняют рейсы из аэропорта Падерборн/Липпштадт:
Ближайшим крупным аэропортом является Аэропорт Дортмунда, расположенный в 70 км западнее.

## Статистика

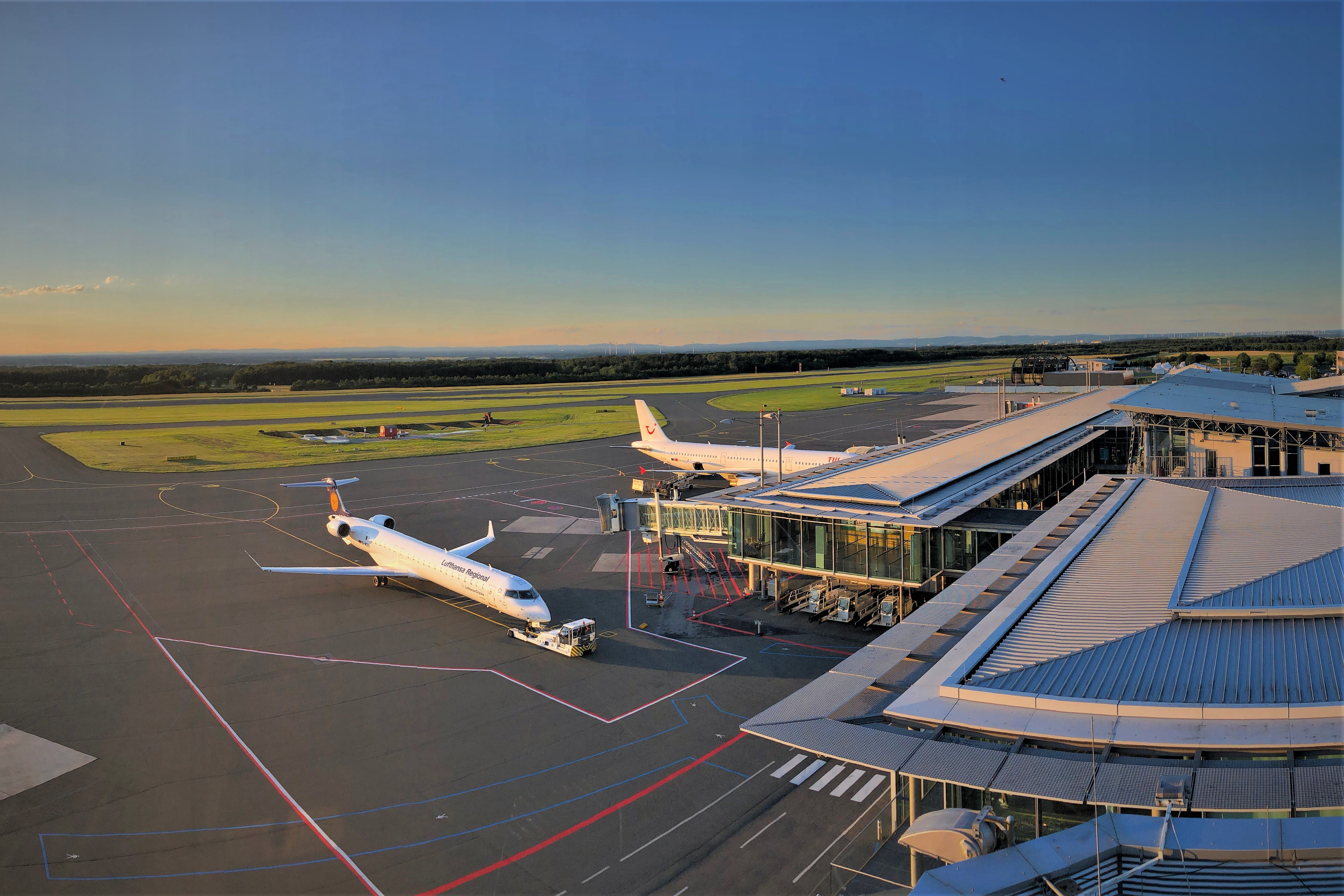
Перрон аэропорта

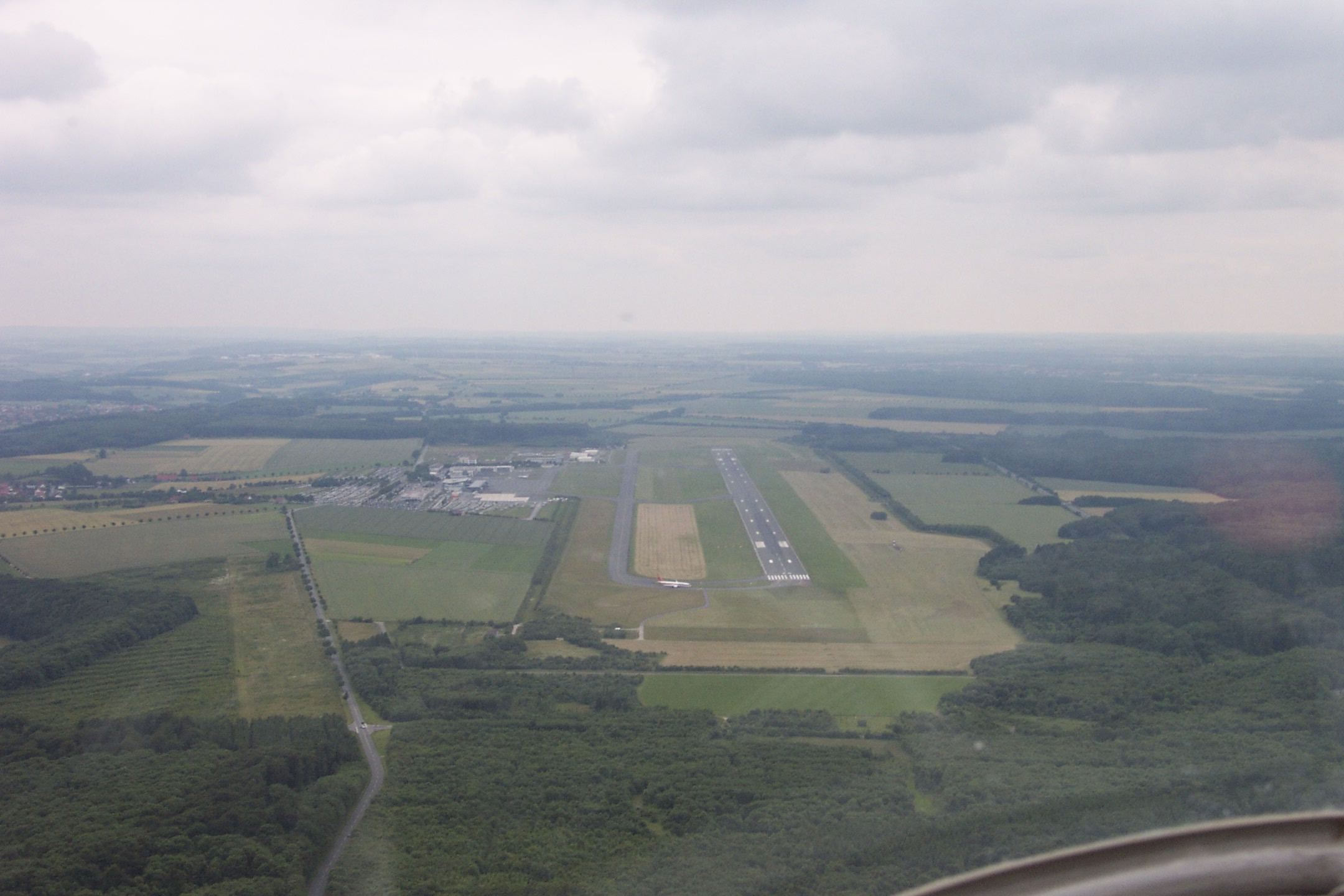
Вид с воздуха

Данные из запроса в Викиданные.
| 2008          | 1,137,043   |
| 2009          | ▼ 983,706   |
| 2010          | ▲ 1,028,301 |
| 2011          | ▼ 974,775   |
| 2012          | ▼ 873,244   |
| 2013          | ▼ 794,889   |
| 2014          | ▼ 760,044   |
| 2015          | ▲ 771,749   |
| 2016          | ▼ 706,268   |
| 2017          | ▲ 738,474   |
| 2018          | ▼ 736,158   |
| 2019          | ▲ 693,404   |
| Источник: ADV |             |

## Наземный транспорт
Аэропорт расположен рядом с автобаном A 44, до него также можно добраться по автобану A 33. От главного вокзала Падерборна ходит автобус.